# Sandezer Beskiden
Die Sandezer Beskiden (polnisch Beskid Sądecki, früher Beskid Nadpopradzki, slowakisch Ľubovnianska vrchovina) sind ein Gebirgszug der Westbeskiden in Polen.

## Geographie
Der Gebirgszug liegt in Polen zwischen Dunajec im Westen sowie Kamienica Nawojowska, Mochnaczka, Muszynka und dem Pass Tylicka im Osten. Nach Norden gehen die Sandezer Beskiden in die Kotlina Sądecka (Sandezer Becken) über. Der südliche Teil in der Slowakei wird Ľubovnianska vrchovina genannt.
Die Sandezer Beskiden lassen sich in drei Gebirgskämme unterteilen:
- im Westen der Jaworzyna-Kamm mit Jaworzyna Krynicka (1114 m) und Wielka Bukowa (1104 m), durch Poprad abgetrennt von Radziejowa-Kamm;
- im Osten und Norden der Radziejowa-Kamm mit Radziejowa (1262 m), durch den Fluss Muszyna abgetrennt von Leluchower Bergen
- Leluchower Berge (Góry Leluchowskie) mit Kraczonik (936 m) und Dubne (885 m).

## Schutzgebiete
Der Sandezer Landschaftsschutzpark wurde im Jahre 1987 gegründet und hat eine Fläche von 542,12 km².